# World Serpent Distribution
World Serpent Distribution est un label discographique et distributeur britannique, actif entre 1991 et 2004.

## Histoire

### Débuts
Il est fondé dans les années 1990 par David Gibson, Alan Trench et Alison Webster avec l'assistance de Douglas Pearce du groupe Death in June. Pearce trouva aussi le nom du label en 1991, le Serpent-Monde étant un autre nom pour Jörmungand.
World Serpent est bien connue pour la distribution de musique de nombreux artistes œuvrant dans le post-industrielle, néofolk, et autres styles de musiques ésotérique, expérimentale et d'avant-garde. Parmi eux, on peut citer des groupes comme Death in June (à travers le label New European Recordings - NER), Current 93 (à travers Durtro), Sol Invictus (à travers Tursa), Coil (à travers Threshold House) et Nurse With Wound (à travers United Dairies). Beaucoup de ces artistes ont aussi fini par collaborer entre eux ou s'influencer les uns les autres. Du fait de ces interconnexions, le nom World Serpent finit par être étroitement associé aux nombreux artistes et labels distribués par la société au début des années 1990.

### Faillite
Après une longue période de rumeurs, Boyd Rice quitte World Serpent Distribution. Il est suivi peu après par Douglas Pearce et de nombreux autres artistes à cause de mécontentements envers le label. Par la suite, de moins en moins de sorties ont été distribuées par World Serpent, ce qui conduisit beaucoup de fans a spéculer sur son avenir. En octobre 2002, une plainte déposée en 2000 par Pearce est réglée à l'amiable ce qui permet à Pearce de récupérer les masters de ses enregistrements ainsi que des royalties impayées. Pearce revend également ses parts de l'entreprise qu'il a contribué à créer et s'en détache complètement.
Il est confirmé en août 2004 que World Serpent Distribution n'est plus en activité et que la société est en faillite,. Beaucoup d'artistes distribués par World Serpent, comme Chris and Cosey, n'ont même pas été prévenus par l'entreprise de sa banqueroute et ont dû perdre les dernières sommes que celle-ci leur devaient.